# Малиновский, Георгий Николаевич (педагог)
Георгий Николаевич Малиновский (9 декабря 1942, с. Бричаны, Молдавская ССР, СССР — 5 марта 2021) — белорусский педагог, многолетний директор профессионального агролесотехнического колледжа имени К. П. Орловского. Был основателем Могилёвского зоосада и инициатором создания музейно-исторической экспозиции под открытым небом на территории колледжа.

## Биография
Родился 9 декабря 1942 года в селе Бричаны Хотинского уезда Молдавской ССР. В 1969 году окончил Могилёвский педагогический институт по специальности «история и обществоведение». С 1987 года и до самой смерти Георгий Малиновский работал директором Могилевского государственного ордена Трудового Красного Знамени профессионального агролесотехнического колледжа имени К. П. Орловского.
Г. Малиновский был основателем Могилёвского зоосада. Благодаря ему в колледже появилась музейно-историческая экспозиция под открытым небом, посвященная освобождению Могилёва и деревни Буйничи: на территории колледжа откопали дзот.

## Награды
Малиновский награждён орденом Почета, медалью «За трудовые заслуги», нагрудным знаком «За заслуги в развитии профтехобразования», многочисленными почетными грамотами правительства. Он заслуженный работник образования, «Человек года» Могилевской области — 2002, внесен в Книгу славы Могилевщины в 2009 году. С 2013 года Георгий Малиновский является Почётным гражданином Могилёва — на площади Звёзд есть его именная звезда.